# Edgar Schenkman
Edgar Roy Schenkman (* 9. Mai 1908; † 23. Juni 1993) war ein US-amerikanischer Dirigent und Musikpädagoge.
Schenkman arbeitete von 1937 bis 1946 im Rahmen des Musikprogramms der Works Progress Administration als Dirigent in New York. Von 1937 bis 1948 unterrichtete er an der Juilliard School. Dort lernte er die Geigerin Marguerite Quarles kennen, die er 1934 heiratete. Von 1943 bis 1946 leitete er außerdem das städtische Sinfonieorchester von Toledo/Ohio.
1948 verließ er die Juilliard School und übernahm die Leitung des Norfolk Symphony Orchestra und des Norfolk Civic Chorus. Beide Aufgaben nahm er bis 1966 wahr. Daneben war er von 1971 bis 1971 Dirigent des neu organisierten Richmond Symphony Orchestra. Anfang der 1970er Jahre unterrichteten er und seine Frau drei Jahre am Konservatorium von Bangkok, ein weiteres Jahr verbrachten sie als Senior Fulbright Fellows in Seoul. Schenkman wirkte in diesen vier Jahren als Dirigent und Lehrer in elf Ländern Asiens.